# Türkiye Kupası 2007/08
Der Fortis Türkiye Kupası 2007/08 war die 46. Auflage des türkischen Pokalwettbewerbes. Der Wettbewerb begann am 5. September 2007 mit der 1. Runde und endete im Mai 2008 mit dem Finale. Das Endspiel fand am 7. Mai 2008 statt; dort trafen Kayserispor und Gençlerbirligi Ankara aufeinander. Austragungsort war das Atatürk-Stadion in Bursa. Sieger wurde Kayserispor.

## Teilnehmende Mannschaften
Für diesen Pokalwettbewerb waren folgende 53 Mannschaften qualifiziert:
| Süper Lig * | TFF 1. Lig | TFF 2. Lig |
| Fenerbahçe Istanbul** Beşiktaş Istanbul** Galatasaray Istanbul** Trabzonspor** Kayserispor Ankaraspor Sivasspor Çaykur Rizespor Konyaspor Istanbul BB Gençlerbirliği OFTAŞ Kasımpaşa Istanbul Denizlispor MKE Ankaragücü Gençlerbirliği Ankara Bursaspor Vestel Manisaspor Gaziantepspor | Malatyaspor Mardinspor Diyarbakırspor Elazığspor Orduspor İstanbulspor Kartalspor Altay İzmir Karşıyaka SK Gaziantep BB Antalyaspor Sakaryaspor Eskişehirspor Kocaelispor Boluspor Samsunspor Kayseri Erciyesspor | Uşakspor Afyonkarahisarspor Şanlıurfaspor Diyarbakır BB Arsinspor Akçaabat Sebatspor Araklıspor Türk Telekomspor MKE Kırıkkalespor Bugsaşspor Tepecik Belediyespor Sarıyer SK Gaziosmanpaşaspor Küçükköyspor Alanyaspor Tarsus İdman Yurdu Adanaspor Adana Demirspor Bozüyükspor |

* Alle Erstligisten mussten sich nicht für die 2. Hauptrunde qualifizieren.

** Die besten 4 Teams der Turkcell Süper Lig waren automatisch für die Gruppenphase gesetzt

## Termine
- 1. Hauptrunde: 5. September 2007
- 2. Hauptrunde: 24. September 2007
- Gruppenphase: 30. Oktober 2007 bis 24. Januar 2008
- Viertelfinale: 3./27. Februar 2008
- Halbfinale: 19./16. April 2008
- Finale: 7. Mai 2008

## 1. Hauptrunde
|                      | Ergebnis        |                     |
| -------------------- | --------------- | ------------------- |
| Uşakspor             | 1:0             | Afyonkarahisarspor  |
| Şanlıurfaspor        | 6:0             | Malatyaspor         |
| Mardinspor           | 1:2             | Diyarbakırspor      |
| Elazığspor           | 0:2             | Diyarbakır BB       |
| Orduspor             | 0:1             | Arsinspor           |
| Akçaabat Sebatspor   | 3:0             | Araklıspor          |
| Türk Telekomspor     | 0:2             | Kayseri Erciyesspor |
| MKE Kırıkkalespor    | 1:0             | Bugsaşspor          |
| Tepecik Belediyespor | 0:1             | İstanbulspor        |
| Sarıyer              | 1:0             | Gaziosmanpaşaspor   |
| Küçükköyspor         | 1:3             | Kartalspor          |
| Alanyaspor           | 1:0             | Tarsus İdman Yurdu  |
| Altay İzmir          | ?:? (7:6 i. E.) | Karşıyaka SK        |
| Gaziantep BB         | 4:1             | Adanaspor           |
| Adana Demirspor      | 3:2             | Antalyaspor         |
| Sakaryaspor          | 2:0             | Bozüyükspor         |
| Eskişehirspor        | 1:0             | Kocaelispor         |
| Boluspor             | 3:2             | Samsunspor          |

## 2. Hauptrunde
Die 2. Hauptrunde fand am 25. und 26. September 2007 statt.
|                       | Ergebnis |                     |
| --------------------- | -------- | ------------------- |
| Gençlerbirliği OFTAŞ  | 4:0      | Uşakspor            |
| Kayserispor           | 3:1      | Diyarbakırspor      |
| Çaykur Rizespor       | 3:1      | Eskişehirspor       |
| Bursaspor             | 1:0      | Boluspor            |
| Gaziantepspor         | 2:0      | Kayseri Erciyesspor |
| Vestel Manisaspor     | 5:0      | Gaziantep BB        |
| Adana Demirspor       | 1:0      | Altay İzmir         |
| Istanbul BB           | 2:3      | Diyarbakır BB       |
| Ankaraspor            | 2:1      | Kartalspor          |
| Arsinspor             | 0:2      | Denizlispor         |
| Şanlıurfaspor         | 2:1      | Konyaspor           |
| Alanyaspor            | 1:0      | Sivasspor           |
| Sarıyer               | 2:0      | Kasımpaşa Istanbul  |
| MKE Kırıkkalespor     | 4:2      | Sakaryaspor         |
| Gençlerbirliği Ankara | 4:1      | Akçaabat Sebatspor  |
| Tepecik Belediyespor  | 1:3      | MKE Ankaragücü      |

## Gruppenphase
In der Gruppenphase trafen in 4 Gruppen jeweils 5 Mannschaften aufeinander. Die zwei besten Mannschaften jeder Gruppe qualifiziert sich für das Viertelfinale.

### Gruppe A
| Pl. | Verein            | Sp. | S | U | N | Tore    | Diff. | Punkte |
| --- | ----------------- | --- | - | - | - | ------- | ----- | ------ |
| 1.  | Çaykur Rizespor   | 4   | 3 | 1 | 0 | 005:200 | +3    | 10     |
| 2.  | Beşiktaş Istanbul | 4   | 2 | 1 | 1 | 009:400 | +5    | 07     |
| 3.  | Ankaraspor        | 4   | 2 | 1 | 1 | 006:500 | +1    | 07     |
| 4.  | MKE Ankaragücü    | 4   | 1 | 1 | 2 | 004:500 | −1    | 04     |
| 5.  | Diyarbakır BB     | 4   | 0 | 0 | 4 | 004:120 | −8    | 0      |

| 31. Oktober 2007  |           |                   |
| MKE Ankaragücü    | 3:1 (2:0) | Diyarbakır BB     |
| Beşiktaş Istanbul | 1:2 (1:0) | Çaykur Rizespor   |
| 5. Januar 2008    |           |                   |
| Ankaraspor        | 2:0 (1:0) | MKE Ankaragücü    |
| Diyarbakır BB     | 0:4 (0:1) | Beşiktaş Istanbul |
| 8. Januar 2008    |           |                   |
| Beşiktaş Istanbul | 3:1 (2:0) | BB Ankaraspor     |
| Çaykur Rizespor   | 2:1 (0:0) | Diyarbakır BB     |
| 16. Januar 2008   |           |                   |
| Ankaraspor        | 0:0       | Çaykur Rizespor   |
| MKE Ankaragücü    | 1:1 (1:0) | Beşiktaş Istanbul |
| 23. Januar 2008   |           |                   |
| Çaykur Rizespor   | 1:0 (0:0) | MKE Ankaragücü    |
| Diyarbakır BB     | 2:3 (0:2) | BB Ankaraspor     |

### Gruppe B
| Pl. | Verein                | Sp. | S | U | N | Tore    | Diff. | Punkte |
| --- | --------------------- | --- | - | - | - | ------- | ----- | ------ |
| 1.  | Gençlerbirliği Ankara | 4   | 3 | 0 | 1 | 010:300 | +7    | 09     |
| 2.  | Adana Demirspor       | 4   | 3 | 0 | 1 | 006:300 | +3    | 09     |
| 3.  | Trabzonspor           | 4   | 2 | 0 | 2 | 008:600 | +2    | 06     |
| 4.  | Vestel Manisaspor     | 4   | 2 | 0 | 2 | 006:600 | ±0    | 06     |
| 5.  | MKE Kırıkkalespor     | 4   | 0 | 0 | 4 | 002:140 | −12   | 0      |

| 30. Oktober 2007      |           |                       |
| Vestel Manisaspor     | 3:0 (0:0) | Trabzonspor           |
| 31. Oktober 2007      |           |                       |
| MKE Kırıkkalespor     | 1:3 (0:2) | Adana Demirspor       |
| 4. Januar 2008        |           |                       |
| Trabzonspor           | 5:0 (2:0) | MKE Kırıkkalespor     |
| 6. Januar 2008        |           |                       |
| Gençlerbirliği Ankara | 3:0 (0:0) | Vestel Manisaspor     |
| 9. Januar 2008        |           |                       |
| Adana Demirspor       | 1:0 (0:0) | Trabzonspor           |
| MKE Kırıkkalespor     | 0:4 (0:3) | Gençlerbirliği Ankara |
| 15. Januar 2008       |           |                       |
| Gençlerbirliği Ankara | 1:0 (1:0) | Adana Demirspor       |
| 16. Januar 2008       |           |                       |
| Vestel Manisaspor     | 2:1 (2:0) | MKE Kırıkkalespor     |
| 24. Januar 2008       |           |                       |
| Adana Demirspor       | 2:1 (1:0) | Vestel Manisaspor     |
| Trabzonspor           | 3:2 (3:0) | Gençlerbirliği Ankara |

### Gruppe C
| Pl. | Verein              | Sp. | S | U | N | Tore    | Diff. | Punkte |
| --- | ------------------- | --- | - | - | - | ------- | ----- | ------ |
| 1.  | Fenerbahçe Istanbul | 4   | 2 | 2 | 0 | 013:500 | +8    | 08     |
| 2.  | Kayserispor         | 4   | 2 | 2 | 0 | 008:100 | +7    | 08     |
| 3.  | Şanlıurfaspor       | 4   | 1 | 2 | 1 | 007:500 | +2    | 05     |
| 4.  | Gaziantepspor       | 4   | 1 | 2 | 1 | 004:300 | +1    | 05     |
| 5.  | Alanyaspor          | 4   | 0 | 0 | 4 | 003:210 | −18   | 0      |

| 30. Oktober 2007    |            |                     |
| Şanlıurfaspor       | 3:0 (1:0)  | Alanyaspor          |
| 31. Oktober 2007    |            |                     |
| Fenerbahçe Istanbul | 0:0        | Gaziantepspor       |
| 5. Januar 2008      |            |                     |
| Gaziantepspor       | 1:1 (1:0)  | Şanlıurfaspor       |
| 6. Januar 2008      |            |                     |
| Kayserispor         | 0:0        | Fenerbahçe Istanbul |
| 8. Januar 2008      |            |                     |
| Alanyaspor          | 0:3 (0:1)  | Gaziantepspor       |
| 9. Januar 2008      |            |                     |
| Şanlıurfaspor       | 1:1 (1:1)  | Kayserispor         |
| 16. Januar 2008     |            |                     |
| Kayserispor         | 5:0 (4:0)  | Alanyaspor          |
| Fenerbahçe Istanbul | 3:2 (2:1)  | Şanlıurfaspor       |
| 23. Januar 2008     |            |                     |
| Alanyaspor          | 3:10 (1:3) | Fenerbahçe Istanbul |
| Gaziantepspor       | 0:2 (0:2)  | Kayserispor         |

### Gruppe D
| Pl. | Verein               | Sp. | S | U | N | Tore    | Diff. | Punkte |
| --- | -------------------- | --- | - | - | - | ------- | ----- | ------ |
| 1.  | Gençlerbirliği OFTAŞ | 4   | 3 | 0 | 1 | 009:200 | +7    | 09     |
| 2.  | Galatasaray Istanbul | 4   | 2 | 1 | 1 | 007:400 | +3    | 07     |
| 3.  | Bursaspor            | 4   | 1 | 2 | 1 | 005:500 | ±0    | 05     |
| 4.  | Denizlispor          | 4   | 1 | 1 | 2 | 005:600 | −1    | 04     |
| 5.  | Sarıyer              | 4   | 1 | 0 | 3 | 004:110 | −7    | 03     |

| 30. Oktober 2007     |           |                      |
| Gençlerbirliği OFTAŞ | 0:3 (0:0) | Sarıyer              |
| 1. November 2007     |           |                      |
| Galatasaray Istanbul | 2:1 (1:0) | Denizlispor          |
| 5. Januar 2008       |           |                      |
| Bursaspor            | 2:2 (0:1) | Galatasaray Istanbul |
| 6. Januar 2008       |           |                      |
| Denizlispor          | 3:1 (2:0) | Sarıyer              |
| 9. Januar 2008       |           |                      |
| Gençlerbirliği OFTAŞ | 3:1 (0:0) | Denizlispor          |
| Sarıyer              | 3:2 (2:1) | Bursaspor            |
| 15. Januar 2008      |           |                      |
| Galatasaray Istanbul | 3:0 (2:0) | Sarıyer              |
| 16. Januar 2008      |           |                      |
| Bursaspor            | 1:0 (0:0) | Gençlerbirliği OFTAŞ |
| 23. Januar 2008      |           |                      |
| Denizlispor          | 0:0       | Bursaspor            |
| Gençlerbirliği OFTAŞ | 3:0 (2:0) | Galatasaray Istanbul |

## K.-o.-Runden
Die K.-o.-Runden fanden vom Viertelfinale bis zum Halbfinale mit Hin- und Rückspiele statt.
Die Auslosung für das Viertelfinale fand am 28. Januar 2008 in Istanbul statt.

### Viertelfinale
Die Hin- und Rückspiele für das Viertelfinale wurden am 1/3. Februar und 27. Februar 2008 ausgetragen.
|                      | Gesamt    |                       | Hinspiel | Rückspiel |
| -------------------- | --------- | --------------------- | -------- | --------- |
| Fenerbahçe Istanbul  | 1:2       | Galatasaray Istanbul  | 0:0      | 1:2       |
| Adana Demirspor      | 2:3       | Gençlerbirliği Ankara | 0:1      | 2:2       |
| Çaykur Rizespor      | (a)3:3(a) | Beşiktaş Istanbul     | 1:0      | 2:3       |
| Gençlerbirliği OFTAŞ | 0:2       | Kayserispor           | 0:0      | 0:2       |

### Halbfinale
Die Halbfinalspiele wurden am 18./19. März und am 15./16. April 2008 ausgetragen.
|                       | Gesamt |                      | Hinspiel | Rückspiel |
| --------------------- | ------ | -------------------- | -------- | --------- |
| Gençlerbirliği Ankara | 2:1    | Galatasaray Istanbul | 1:0      | 1:1       |
| Çaykur Rizespor       | 1:7    | Kayserispor          | 0:3      | 1:4       |

## Finale
| Paarung               | Gençlerbirligi Ankara – Kayserispor |
| Ergebnis              | 0:0 n. V., 10:11 i. E. |
| Datum                 | 7. Mai 2008 um 20:00 Uhr |
| Stadion               | Bursa Atatürk Stadı, Bursa |
| Schiedsrichter        | Yunus Yıldırım (Manisa) |
| Tore                  | Elfmeterschießen: 0:1 Ivankov Kahê schießt neben das Tor 0:2 Saidou 1:2 Çakır Peric hält gegen Çölgeçen 2:2 Nas 2:3 Toscalı 3:3 Baytar 3:4 Okyay 4:4 Teber 4:5 Toledo 5:5 Aslantaş Peric hält gegen Bahadır Ivankov hält gegen El-Saka 5:6 Topuz 6:6 Üzümcü 6:7 Arslan 7:7 Addo 7:8 Iglesias 8:8 Şeras 8:9 Turan 9:9 Peric 9:10 Ivankov 10:10 Kahê Saidou schießt über das Tor Ivankov hält gegen Teber 10:11 Toscalı Ivankov hält gegen Çakır |
| Gençlerbirligi Ankara | Nicolás Peric – Ergün Teber, Tuna Üzümcü, Abdel Zaher El-Saka , Erkan Özbey (96. Hakan Aslantaş) – Kerem Şeras, Daniel Addo, Engin Baytar, Mehmet Nas – Kahê, Isaac Promise (82. Mehmet Çakır) Cheftrainer: Mesut Bakkal |
| Kayserispor           | Dimitar Ivankov – Delio Toledo, Ali Turan, Aydın Toscalı, Koray Çölgeçen – Mehmet Boyraz (90. Turgay Bahadır), Ragıp Başdağ (103. Kamber Arslan), Alioum Saidou, Mehmet Topuz – Leonardo Iglesias, Franco Cángele (105. Kemal Okyay) Cheftrainer: Tolunay Kafkas |
| Gelbe Karten          | Üzümcü – Turan |

## Beste Torschützen
| Rang | Spieler           | Verein                | Tore |
| ---- | ----------------- | --------------------- | ---- |
| 1    | Murat Berge       | MKE Kırıkkalespor     | 5    |
| 1    | Leonardo Iglesias | Kayserispor           | 5    |
| 1    | Mateja Kežman     | Fenerbahçe Istanbul   | 5    |
| 4    | Metin Akan        | Manisaspor            | 4    |
| 4    | Kahê              | Gençlerbirliği Ankara | 4    |
| 4    | Isaac Promise     | Gençlerbirliği Ankara | 4    |
| 7    | Ferdi Başoda      | Sakaryaspor           | 3    |
| 7    | Umut Bulut        | Trabzonspor           | 3    |
| 7    | Delio Toledo      | Kayserispor           | 3    |
| 7    | Rodrigo Tello     | Beşiktaş Istanbul     | 3    |